# Кисень-16
Кисень-16 — стабільний та найрозповсюдженіший ізотоп кисню, 99,76% від усього кисню. Містить 16 нуклонів: 8 протонів та 8 нейтронів. Маса становить 15.99491461957±(17) а.о.м.. Є третім за розповсюдженістю ізотопом у Всесвіті, поступається лише 1H та 4He, в Сонячній системі має частку 0,9592 % від маси усіх атомів.
Та є найпоширенішим ізотопом на Землі 47% маси земної кори. Зокрема утворює звичайну воду (1H216O).

## Утворення
На відмінну від перших двох найрозповсюдженіших ядер 1H та 4He, не синтезувався при первинному нуклеосинтезі. Практично увесь кисень-16 виник в зоряному нуклеосинтезі таким чином дає найбільший вклад у металічність (важливу астрономічну характеристику зірок).
Синтезується як наступний етап після потрійної альфа-реакції.
| 4He + 4He → 8Be       | (−0.0918 MeV) | Злиттям двох ядер гелію-4 виникає нестабільний берилій-8.                                         |
| 8Be + 4He → 12C + 2 γ | (+7.367 MeV)  | Якщо вкрай нестабільний берилій-8 встигає провзаємодіяти з ядром гелію-4, утворюється вуглець-12. |
| 12C + 4He → 16O + γ   | (+7.162 MeV)  | Вуглець-12 поглинанням ядра гелію-4 у свою чергу продукує кисень-16.                              |

## Роль в нуклеосинтезі
Кисень-16 є принципово важливим для синтезу важчих елементів.
В надрах масивних зір при температурах від 1500000000 K, два ядра 16O можуть зливатися в ядра важчих елементів. Внаслідок цієї реакції ядерного горіння оксигену утворюються різноманітні ізотопи, як масивніші (24Mg, 27Al, 28Si, 30P, 31P, 30S, 31S, 32S) так і легші (1H, 2H, 4He).